# 루 치올라
루 치올라(Lou Ciola, 1922년 9월 6일 ~ 1981년 10월 18일, 본명: 루이스 안덱산더 치올라)는 미국의 야구인으로, 메이저 리그 베이스볼의 투수로 활약하였던 야구 선수였다. 그는 1943년 시즌만 필라델피아 애슬레틱스에서 유일하게 선수 생활을 하였다.